# William Bridgeman, I visconte Bridgeman
William Bridgeman, I visconte Bridgeman (Londra, 31 dicembre 1864 – Shropshire, 14 agosto 1935), è stato un politico, giudice e nobile britannico.
Politico nelle file dei Conservatori, fu Home Secretary tra il 1922 ed il 1924. Fu anche un attivo giocatore e promotore del cricket.

## Biografia

### I primi anni
Bridgeman nacque a Londra, figlio del reverendo John Robert Orlando Bridgeman (figlio terzogenito a sua volta di George Bridgeman, II conte di Bradford) e di sua moglie Marianne Caroline Clive. Studiò a Eton ed al Trinity College di Cambridge. Durante il periodo dei suoi studi fu segretario del Pitt Club.
Mentre si trovava a Cambridge, fece parte del Cambridge University Cricket Club dove ebbe modo di distinguersi. Giocò quindi nella squadra nello Shropshire, apparendo a 31 competizioni tra il 1884 ed il 1903, ottenendo sempre ottimi risultati. Nel 1931 divenne presidente del Marylebone Cricket Club.

### Carriera politica
Bridgeman intraprese giovane la carriera politica, divenendo segretario privato di lord Knutsford, all'epoca Segretario di Stato per le Colonie (1889–1892), e poi di Sir Michael Hicks-Beach, Cancelliere dello Scacchiere dal 1895 al 1897. Nel 1897 divenne membro della London School Board e nel 1904 venne eletto nel London County Council. Nel 1906 venne eletto membro del parlamento per la costituente di Oswestry, mantenendo tale sede sino al 1929. Nel 1929 venne nominato membro della Royal Commission per la selezione dei giudici di pace.
Nel 1911, Bridgeman entrò nel governo di coalizione Asquith nel 1915. Dal 1915 al 1916 fu Lord of the Treasury e Assistant Director del War Trade Department. Con la creazione della coalizione di Lloyd George nel 1916, Bridgeman divenne Parliamentary Secretary to the Ministry of Labour sino al 1919, e quindi Parliamentary Secretary to the Board of Trade nel 1919 e nel 1920, e prestò servizio come Secretary for Mines dal 1920 al 1922. In questi incarichi, Bridgeman si oppose strenuamente sia alla dottrina degli scioperi sia al socialismo, anche se mostrò ammirazione per alcuni sindacalisti. Venne nominato membro del Privy Council il 13 ottobre 1920.
Nell'ottobre del 1922, Bridgeman fu uno dei leader dei conservatori che si rivoltarono contro la guida della coalizione e divenne Home Secretary nel nuovo governo conservatore di Bonar Law e Stanley Baldwin dal 1922 al gennaio del 1924. Dal novembre del 1924 divenne Primo Lord dell'Ammiragliato rimanendo in carica sino al 1929. Fu uno dei più fedeli alleati di Stanley Baldwin, pur essendo nelle file dei conservatori. Bridgeman si ritirò dalla politica attiva nel 1929 e venne creato al titolo di visconte Bridgeman di Leigh nella contea dello Shropshire il 18 giugno di quello stesso anno.

### Gli ultimi anni
Nei suoi ultimi anni, fu consigliere di diverse commissioni e, per breve tempo, fu anche nel consiglio d'amministrazione della BBC. Fu giudice di pace e vice lugotenente dello Shropshire, ricevendo una laurea in legge honoris causam da parte dell'Università di Cambridge nel 1930.
Lord Bridgeman morì a Leigh Manor, nello Shropshire, il 14 agosto 1935, all'età di 70 anni. Venne sepolto nella chiesa di Hope, presso Minsterley, tre giorni dopo. La moglie morì nel 1961.

## Matrimonio e figli

Stemma del visconte Bridgeman

Lord Bridgeman sposò Caroline Beatrix Parker, figlia di Cecil Thomas Parker e di Rosamond Esther Harriet Longley, figlia a sua volta del reverendo Charles Thomas Longley, arcivescovo di Canterbury. La coppia si sposò ad Eccleston, Chester, il 30 aprile 1895 ed ebbe quattro figli:	
- Robert Bridgeman, II visconte Bridgeman (1896–1982)
- Brigadiere Geoffrey Bridgeman (1898–1974)
- Anne Bridgeman (1900–1900)
- Sir Maurice Bridgeman (1904–1980)

## Ascendenza
|                                            |                   |                                    | Genitori                                   |  |  | Nonni |  |  | Bisnonni                                  |  |  | Trisnonni                              |  |
|                                            |                   |                                    |                                            |  |  |       |  |  | 8. Orlando Bridgeman, I conte di Bradford |  |  | 16. Henry Bridgeman, I barone Bradford |  |
|                                            |                   |                                    |                                            |  |  |       |  |  | 8. Orlando Bridgeman, I conte di Bradford |  |  | 16. Henry Bridgeman, I barone Bradford |  |
|                                            |                   | 17. Elizabeth Inchbald             |                                            |  |  |       |  |  | 8. Orlando Bridgeman, I conte di Bradford |  |  |                                        |  |
| 4. George Bridgeman, II conte di Bradford  |                   |                                    |                                            |  |  |       |  |  | 8. Orlando Bridgeman, I conte di Bradford |  |  |                                        |  |
|                                            |                   | 9. Lucy Elizabeth Byng             | 18. George Byng, IV visconte Torrington    |  |  |       |  |  |                                           |  |  |                                        |  |
|                                            |                   | 9. Lucy Elizabeth Byng             | 18. George Byng, IV visconte Torrington    |  |  |       |  |  |                                           |  |  |                                        |  |
|                                            |                   | 9. Lucy Elizabeth Byng             | 19. William Moncreiffe, IV baronetto       |  |  |       |  |  |                                           |  |  |                                        |  |
| 2. John Bridgeman                          |                   | 9. Lucy Elizabeth Byng             |                                            |  |  |       |  |  |                                           |  |  |                                        |  |
|                                            |                   | 10. Thomas Moncreiffe, V baronetto | 20. Clara Guthrie                          |  |  |       |  |  |                                           |  |  |                                        |  |
|                                            |                   | 10. Thomas Moncreiffe, V baronetto | 20. Clara Guthrie                          |  |  |       |  |  |                                           |  |  |                                        |  |
|                                            |                   | 10. Thomas Moncreiffe, V baronetto | 21. George Ramsay, VIII conte di Dalhousie |  |  |       |  |  |                                           |  |  |                                        |  |
| 5. Georgina Elizabeth Moncreiffe           |                   | 10. Thomas Moncreiffe, V baronetto |                                            |  |  |       |  |  |                                           |  |  |                                        |  |
|                                            |                   | 11. Elisabeth Ramsay               | 22. Elizabeth Glen                         |  |  |       |  |  |                                           |  |  |                                        |  |
|                                            |                   | 11. Elisabeth Ramsay               | 22. Elizabeth Glen                         |  |  |       |  |  |                                           |  |  |                                        |  |
|                                            |                   | 11. Elisabeth Ramsay               | 23. Richard Clive                          |  |  |       |  |  |                                           |  |  |                                        |  |
| 1. William Bridgeman, I visconte Bridgeman |                   | 11. Elisabeth Ramsay               |                                            |  |  |       |  |  |                                           |  |  |                                        |  |
|                                            | 12. William Clive | 24. Rebecca Gaskell                |                                            |  |  |       |  |  |                                           |  |  |                                        |  |
|                                            | 12. William Clive | 24. Rebecca Gaskell                |                                            |  |  |       |  |  |                                           |  |  |                                        |  |
|                                            | 12. William Clive | 25. John Rotton                    |                                            |  |  |       |  |  |                                           |  |  |                                        |  |
| 6. William Clive                           | 12. William Clive |                                    |                                            |  |  |       |  |  |                                           |  |  |                                        |  |
|                                            |                   | 13. Elizabeth Clive Rotton         | …                                          |  |  |       |  |  |                                           |  |  |                                        |  |
|                                            |                   | 13. Elizabeth Clive Rotton         | …                                          |  |  |       |  |  |                                           |  |  |                                        |  |
|                                            |                   | 13. Elizabeth Clive Rotton         | …                                          |  |  |       |  |  |                                           |  |  |                                        |  |
| 3. Marianne Caroline Clive                 |                   | 13. Elizabeth Clive Rotton         |                                            |  |  |       |  |  |                                           |  |  |                                        |  |
|                                            |                   | 14. George Tollet                  | …                                          |  |  |       |  |  |                                           |  |  |                                        |  |
|                                            |                   | 14. George Tollet                  | …                                          |  |  |       |  |  |                                           |  |  |                                        |  |
|                                            |                   | 14. George Tollet                  | …                                          |  |  |       |  |  |                                           |  |  |                                        |  |
| 7. Marianne Tollet                         |                   | 14. George Tollet                  |                                            |  |  |       |  |  |                                           |  |  |                                        |  |
|                                            |                   | …                                  | …                                          |  |  |       |  |  |                                           |  |  |                                        |  |
|                                            |                   | …                                  | …                                          |  |  |       |  |  |                                           |  |  |                                        |  |
|                                            |                   | …                                  | …                                          |  |  |       |  |  |                                           |  |  |                                        |  |
|                                            |                   | …                                  |                                            |  |  |       |  |  |                                           |  |  |                                        |  |